# Telcruz
Telcruz es una localidad del estado mexicano de Jalisco. Es parte del municipio de Cuautitlán de García Barragán.

## Demografía
| Gráfica de evolución demográfica |
|                                  |

| Censo | Población |
| ----- | --------- |
| 1921  | 431       |
| 1930  | 481       |
| 1940  | 574       |
| 1950  | 225       |
| 1960  | 546       |
| 1970  | 641       |
| 1980  | 812       |
| 1990  | 883       |
| 2000  | 1 167     |
| 2010  | 1 252     |
| 2020  | 1 169     |